# Barel
Barel (eng. barrel, bačva) mjerna je jedinica za volumen. Jedan barel (42 američka ili 35 imperijalnih galona) iznosi 158,9872949 litara. Danas se u svijetu najčešće koristi kao mjerna jedinica za količinu nafte.[nedostaje izvor]